# توم رووي (كاتب)
توم رووي (بالإنجليزية: Tom Rowe)‏ هو كاتب سيناريو أمريكي، ولد في 23 مايو 1956 في لين في الولايات المتحدة.

## وصلات خارجية
- توم رووي على موقع دوري الهوكي الوطني (الإنجليزية)
- توم رووي على موقع قاعة مشاهير الهوكي (لاعب أن.إتش.أل) (الإنجليزية)
- توم رووي على موقع EliteProspects.com (الإنجليزية)
- توم رووي على موقع HockeyDB.com (الإنجليزية)
- توم رووي على موقع Hockey-Reference.com (الإنجليزية)